# Кривизна пространства-времени
Кривизна простра́нства-вре́мени — физический эффект, проявляющийся в девиации геодезических линий, то есть в расхождении или сближении траекторий свободно падающих тел, запущенных из близких точек пространства-времени. Величиной, определяющей кривизну пространства-времени, является тензор кривизны Римана, входящий в уравнение девиации геодезических линий.

## Кривизна как физическая величина
Вообще говоря, тензор кривизны в n-мерном пространстве может иметь {\displaystyle n^{2}(n^{2}-1)/12} независимых компонент. В 4-мерном пространстве-времени это даёт 20 величин, 10 из которых связаны с тензором Вейля, 9 — с бесследовым тензором Риччи и 1 — со скалярной кривизной. 
Размерность компонент кривизны — обратный квадрат длины.

## Связь кривизны пространства-времени и метрики
В рамках общей теории относительности и других метрических теорий гравитации рассматривается неевклидово пространство-время, искривленное гравитацией. В этом пространстве-времени уже нельзя ввести Галилеевы координаты, мировые линии свободно движущихся тел расходятся или сходятся по отношению друг к другу. Скалярная гауссова кривизна такого пространства-времени получается сверткой метрического тензора с тензором Риччи.
Говоря более технически, пространство-время в современной физике моделируется обычно как четырёхмерное многообразие, являющееся базой для расслоённого пространства, отвечающего физическим полям. В этом пространстве вводится аффинная структура, задающая параллельное перенесение разнообразных величин. Рассматривая естественную структуру самой базы, можно также ввести в ней аффинную структуру. Ею полностью определяется кривизна пространства-времени. Если предположить далее, что на этом многообразии существует метрическая структура, то можно выделить единственную согласованную с метрикой связность — связность Леви-Чивиты. В противном случае возникает также кручение и неметричность параллельного перенесения. Только в метрическом пространстве можно свернуть тензор кривизны, чтобы получить тензор Риччи и скалярную кривизну.